# Drag Race España
Drag Race España (eng. Drag Race Spain) je španjolska verzija američke emisije RuPaul's Drag Race. Emisija je koncipirana kao reality show u kojemu se odabrane španjolske „drag kraljice” kroz razne izazove natječu za titulu „sljedeće španjolske drag superzvijezde”  te za novčane i druge nagrade.
Emisija je službeno bila najavljena krajem 2020. godine, a prikazuje se od 30. svibnja 2021. godine na usluzi Atresplayer u Španjolskoj te na WOW Presents Plus u Hrvatskoj i ostatku svijeta. Do sada su bile prikazane tri sezone, a četvrta je s prikazivanjem započela u rujnu 2024. godine.
Drag Race España ukupno je sedmi naslov u serijalu Drag Race te treća europska adaptacija Drag Racea nakon britanske i nizozemske inačice. Od 2023. godine na španjolskom se jeziku također prikazuje i meksička adaptacije emisije pod imenom Drag Race México.
Emisija je u veljači 2024. godine dobila i nastavak pod imenom Drag Race España All Stars, baziran na američkoj emisiji RuPaul's Drag Race All Stars, u kojemu se prethodni natjecatelji Drag Race Españe ponovno vraćaju u natjecanje kako bi još jednom pokušali odnijeti pobjedu. All Stars će s emitiranjem započeti 4. veljače 2024. godine.

## Format
Za svaku su sezonu otvaraju prijave na koje se mogu javiti kandidati, odnosno drag kraljice, koji se žele natjecat u emisiji. U prvoj epizodi sezone ulaze u natjecanje i međusobno se upoznaju te kroz tijek emisije sudjeluju u tjednim izazovima poput plesa, glume, modnog dizajniranja, stand-up komedije i sl. Na temelju izvedbe u tjednom izazovu, žiri odabire jednog ili više tjednih pobjednika, a dvoje najlošijih kandidata ulaze u lipsync dvoboj nakon kojeg jedan natjecatelj bude eliminiran. Na kraju sezone bira se jedan pobjednik koji osvaja novčane i druge nagrade. Osim pobjednika, natjecatelji glasaju i za tzv. Miss Congeniality, natjecatelja koji se tokom sezone istaknuo po dobrim međuljudskim odnosima s ostalim natjecateljima. 

## Suci
Emisiju vodi Supremme de Luxe, koja ima istu ulogu kao i RuPaul u izvornoj američkoj emisiji. Ona vodi i upućuje natjecatelje kroz izazove, djeluje kao njihov mentor, te im na kraju svake epizode daje kritike na temelju njihove izvedbe u tjednim izazovima. Uz De Luxe su na sudačkom panelu i modna dizajnerica Ana Locking te filmski i televizijski glumci i redatelji Javier Ambrossi i Javier Calvo. Gotovo svaka emisija ima i jednog gostujućeg suca. 

## Pregled emisije
| Sezona | Sezona | Epizode | Epizode | Originalno emitiranje | Originalno emitiranje | Broj natjecatelja | Pobjednica    | Pratilja                               | Miss Congeniality    |
| Sezona | Sezona | Epizode | Epizode | Premijera             | Finale                | Broj natjecatelja | Pobjednica    | Pratilja                               | Miss Congeniality    |
| ------ | ------ | ------- | ------- | --------------------- | --------------------- | ----------------- | ------------- | -------------------------------------- | -------------------- |
|        | 1.     | 9       | 9       | 30. svibnja 2021.     | 25. srpnja 2021.      | 10                | Carmen Farala | Killer Queen Sagittaria                | Pupi Poisson         |
|        | 2.     | 11      | 11      | 27. ožujka 2022.      | 5. lipnja 2022.       | 12                | Sharonne      | Estrella Xtravaganza Venedita Von Däsh | Samantha Ballentines |
|        | 3.     | 11      | 11      | 16. travnja 2023.     | 25. lipnja 2023.      | 13                | Pitita        | Vania Vainilla                         | María Edilia         |
|        | 4.     | 11      | 11      | 22. rujna 2024.       | 15. prosinca 2024.    | 12                | Le Cocó       | Vampirashian                           | Dita Dubois          |

## Drag Race España All Stars
All Stars je nastavak na glavnu emisiju te načelno prati isti format, samo što su natjecatelji povratnici iz prethodnih sezone koji još jednom nastoje osvojiti titulu pobjednika. Prva je sezona s prikazivanjem započela 4. veljače 2024. godine, a u njoj se natjecalo devetero kandidata iz prve tri sezone glavne emisije.

### Pregled emisije
| Sezona | Sezona | Epizode | Epizode | Originalno emitiranje | Originalno emitiranje | Broj natjecatelja | Pobjednica   | Pratilja             |
| Sezona | Sezona | Epizode | Epizode | Premijera             | Finale                | Broj natjecatelja | Pobjednica   | Pratilja             |
| ------ | ------ | ------- | ------- | --------------------- | --------------------- | ----------------- | ------------ | -------------------- |
|        | 1.     | 7       | 7       | 4. veljače 2024.      | 17. ožujka 2024.      | 9                 | Drag Sethlas | Samantha Ballentines |

### Epizode

#### Prva sezona (2024.)
Natjecatelji prve sezone bili su predstavljeni u siječnju 2024. godine. U natjecanje su se vratili Pupi Poisson i Sagittaria iz prve sezone, Drag Sethlas, Samantha Ballentines, Juriji der Klee i Onyx Unleashed iz druge sezone te Hornella Góngora, Pakita i Pink Chadora iz  treće sezone. 	
Prva je sezona bila koncipirana kroz isti format koji je korišten i u drugoj, trećoj i četvrtoj sezoni izvorne emisije RuPaul's Drag Race All Stars. Žiri je svakoga tjedna odabrao dva najbolja natjecatelja koja su se suočila u lipsync dvoboju. Pobjednik dvoboja osvojio je priliku da eliminira jednog od natjecatelja koji su odlukom žirija stavljeni pred eliminaciju. 
U šestoj je epizodi prikazano ponovno okupljanje natjecatelja prve sezone na kojemu su raspravljali o svim važnijim događajima iz sezone. U sedmoj, finalnoj epizodi, žiri je među finalistima kao pobjednika odabrao Drag Sethlasa.
| Br. u seriji | Br. u sezoni | Naslov                                     | Pobjeda              | Eliminacija                                           | Nadnevak prikazivanja |
| ------------ | ------------ | ------------------------------------------ | -------------------- | ----------------------------------------------------- | --------------------- |
| 1.           | 1.           | "Supremme Eleganza Olé Stars Extravaganza" | Drag Sethlas         | Pink Chadora                                          | 4. veljače 2024.      |
| 2.           | 2.           | "Snatch Game"                              | Pupi Poisson         | Onyx Unleashed                                        | 11. veljače 2024.     |
| 3.           | 3.           | "The Ball: Heaven, Hell, and Capital Sins" | Drag Sethlas         | Pakita                                                | 18. veljače 2024.     |
| 4.           | 4.           | "Girl Bands Battle"                        | Samantha Ballentines | Sagittaria                                            | 25. veljače 2024.     |
| 5.           | 5.           | "The Hairdresser's Salon"                  | Samantha Ballentines | Pupi Poisson                                          | 3. ožujka 2024.       |
| 6.           | 6.           | "The Reunion"                              | —                    | —                                                     | 10. ožujka 2024.      |
| 7.           | 7.           | "Grand Finale"                             | Drag Sethlas         | Samantha Ballentines Hornella Góngora Juriji der Klee | 17. ožujka 2024.      |

## Vanjske poveznice
- Službena stranica na usluzi WOW Presents Plus
- Službena stranica na Instagramu na španjolskom
- Službena stranica na Instagramu na engleskom
- Službena stranica na Facebooku na engleskom